# کبوتردریایی کریسمس
کبوتردریایی کریسمس(نام علمی: Puffinus nativitatis) نام یک گونه از سرده کبوتردریایی‌های آب‌شکاف است.